# ソード・ロワイヤル
『ソード・ロワイヤル』（原題：刀见笑、英語題：The Butcher, the Chef and the Swordsman）は、2010年に中華人民共和国で製作、2011年に公開されたコメディ映画。ウー・アールシャンの監督デビュー作である。主演は安藤政信、キティ・チャン、ユー・ベンチャン、リュウ・シャオイェなど。
日本では第3回京都ヒストリカ国際映画祭で『ブッチャー・シェフ・アンド・ザ・ソーズマン -肉屋とシェフと剣客と』の邦題で上映されたが劇場公開はされず、2012年10月12日に20世紀フォックスホームエンターテイメントジャパン株式会社から『ソード・ロワイヤル』の邦題でDVDが発売された。

## ストーリー
とある料理店で盗み食いをしていた男（料理人）が捕らえられ、働かされる。ある日、店に気に入らない料理を食べさせるとシェフを皆殺しにする宮廷執事長リウがやってくると聞いた店は大慌てで見習いシェフに料理を作らせ、師匠に味を見てもらうことに。師匠が唯一気に入ったのは、少年の料理。少年は「本当はこの男が作った。」と言う。師匠は男に料理を教えるが、男は師匠を料理で毒殺する。彼はリウに家族を殺されたことの復讐をしようと考えていたのだ。そしてリウが彼の料理を食べにやってくる。男は料理の腕前を存分に発揮させ、リウを喜ばせる。八品目が出ようというその時、リウが便意を催し、厠に入るが、男が修理をちゃんとしていなかったためにリウは厠に落ち、彼の兵士らはやむを得ずリウを殺す。男はその事実を知り、なぜ師匠を殺してしまったのだろう、と後悔の念に駆られることになったのであった。

## キャスト
- 料理人：安藤政信
- メイ：キティ・チャン
- タン：ユー・ベンチャン
- リュウ・シャオイェ
- ション・シンシン
- ニン・ハオ